# 似長鰍
似長鰍為輻鰭魚綱鯉形目鰍科的其中一種，為溫帶淡水魚，分布於歐洲多瑙河流域，體長可達7.5公分，棲息在河川底層水域，生活習性不明。

## 扩展阅读
維基物種上的相關：似長鰍